# قائمة برمجيات التنبؤ بالجينات
ORF finder : هو اختصار لمصطلح (open reading frame finder)
هو موقع يستخدم لأيجاد مواقع في الحمض النووي (DNA) ترمز لبعض البروتين، فقط بعض هذه المواقع تكون بروتين كودون مثل (اكسون في الخلايا حقيقية النواة) وايضا يستخدم لتعريف بعض وظائف ال RNA التي ترمز في بعض مواقع الحمض النووي، يساعد هذا الموقع في اعداد تقرير كامله وموثوقه للسلاسل الجينيه
ويعتبر جزء من موقع البحث open reading frame
ومن الادوات الأخرى لهذا الموقع:
1-ORF Investigator.
2-ORF Predictor.

## طريقة البحث
يتم الدخول الي ncbi finder ثم نسخ السلسه الجينيه والحصول على المعلومات.

### روابط ذات صله
https://www.ncbi.nlm.nih.gov/orffinder/

#### المرجع
http://mlms.hu.edu.jo/file.php/122/Bioinformatics%20for%20dummies.pdf